# Maki Kawanishi
Maki Kawanishi (jap. 川西 真紀 Kawanishi Maki; ur. 16 lutego 1979) − japońska florecistka, brązowa medalistka mistrzostw świata.
Podczas mistrzostw świata w Petersburgu w 2007 roku Japonki w składzie: Kanae Ikehata, Maki Kawanishi, Yōko Makishita i Chieko Sugawara zdobyły drużynowo brązowy medal. W tej samej konkurencji była też między innymi piąta na mistrzostwach świata w Turynie w 2006 roku.
Ponadto zdobyła brązowy medal we florecie drużynowym na igrzyskach azjatyckich w Doha w 2006 roku.
Nigdy nie wzięła udziału w igrzyskach olimpijskich.